# Coffey County
Coffey County je okres ve státě Kansas v USA. K roku 2010 zde žilo 8 601 obyvatel. Správním městem okresu je Burlington. Celková rozloha okresu činí 1 695 km².